# Complexe intrusif d'Ilimaussaq

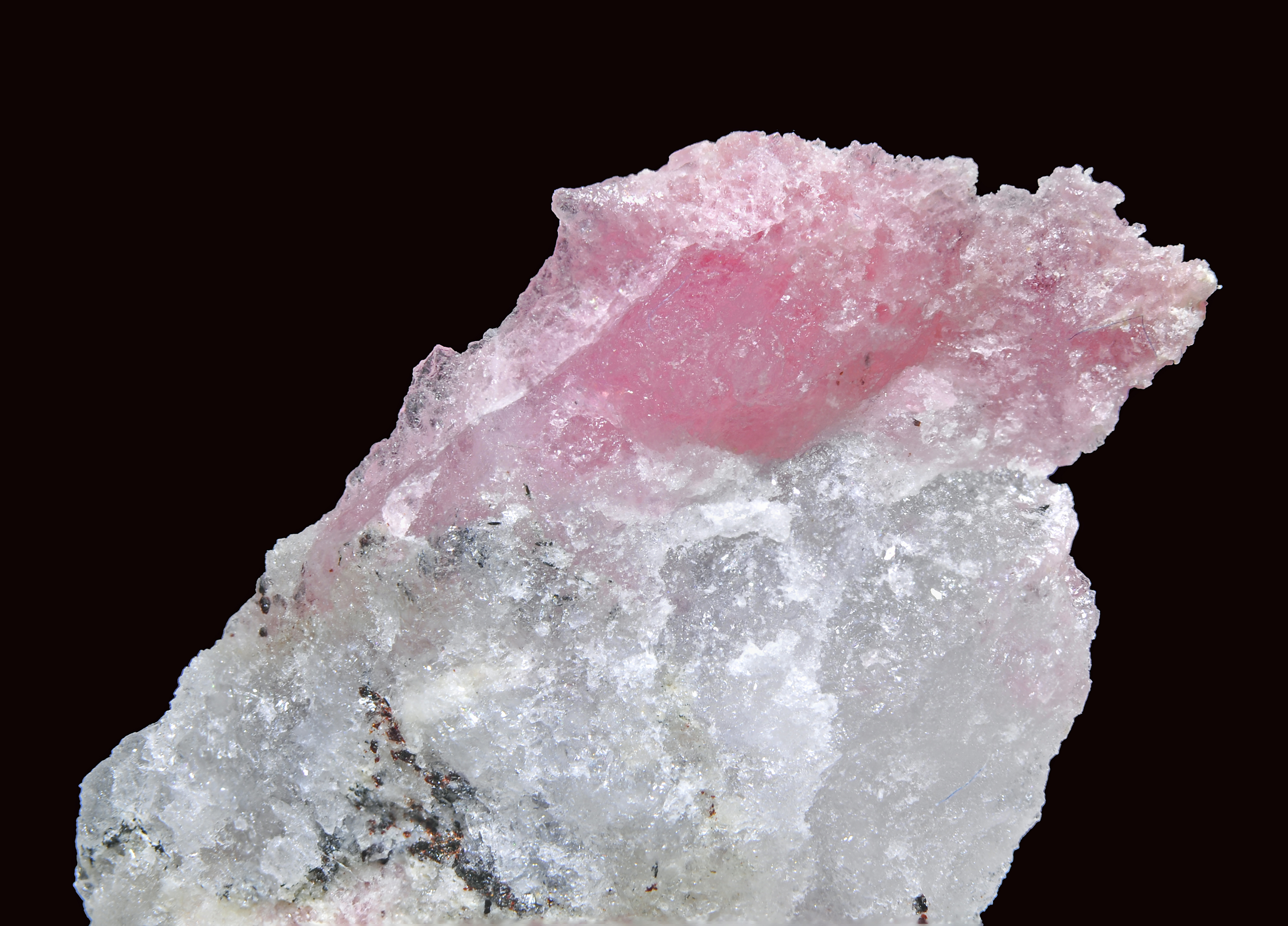
Tugtupite sur du quartz du complexe d'Ilimaussaq

Le complexe intrusif d'Ilimaussaq est une grande intrusion stratifiée alcaline située sur la côte sud-ouest du Groenland. Il date du mésoprotérozoïque, soit environ 1,16 milliard d'années. Il est le topotype de syénites à néphéline agpaïtiques et contient une variété de types de roches inhabituelles.
Le complexe est connu pour abriter une large variété de minéraux rares et est le topotype de trente minéraux, dont l'aenigmatite, l'arfvedsonite, la sodalite, l'eudialyte et la tugtupite.
Le complexe s'étend sur 8 km par 17 km et une épaisseur de 1700 m. Le complexe comprend Kvanefjeld, un gisement d'uranium et une grande réserve de terres rares, zirconium, niobium et béryllium.